# Bíróság elé állítás
A bíróság elé állítás a büntetőeljárás egyik jogintézménye. Az Országgyűlés elfogadta a büntetőeljárásról szóló 2017. évi XC. törvényt, amely 2018. július 1-jével lépett hatályba.

## A magyar jogban 2018. július 1-je előtt
Az ügyész a terheltet a gyanúsítottként történő kihallgatásától számított 30 napon belül állíthatja bíróság elé, ha
- a bűncselekményre a törvény legfeljebb  8 évi szabadságvesztés büntetést rendel,
- az ügy megítélése egyszerű,
- a bizonyítékok rendelkezésre állnak, és
- a terhelt a bűncselekmény elkövetését beismerte.

Ha a bíróság elé állítás fenti, első három pontjában pontjában meghatározott feltételei fennállnak, tettenérés esetén az ügyész a terheltet a gyanúsítottként történő kihallgatásától számított 30 napon belül bíróság elé állítja.
A tettenérés akkor állapítható meg aggálytalanul, ha a terhelt szemtanú jelenlétében valósította meg a bűncselekmény törvényi tényállását. Tettenérésnek tekinthető az az eset is, amikor az elkövetőt üldözés során, illetőleg a helyszínről való távozás közben fogták el. A beismerés a bűncselekményt megvalósító tények előadását jelenti, de nem kell feltétlenül  párosulnia a bűnösség elismerésével is.
A vád előterjesztése után a bíróság visszaküldi az iratokat az ügyésznek, ha a gyanúsított kihallgatásától a bíróság elé állításig több mint 30 nap telt el, a bűncselekményre a törvény nyolcévi szabadságvesztésnél súlyosabb büntetést rendel vagy a bizonyítási eszközök nem állnak rendelkezésre.
Ha az ügyész a vádlottat a nyomozó hatóság közreműködésével (vagy egyéb módon) a bíróság elé állítja, a védőt rövid úton megidézi, és biztosítja, hogy a bizonyítási eszközök a tárgyaláson rendelkezésre álljanak. Gondoskodik továbbá arról, hogy a tárgyaláson jelen legyenek, akiknek a részvétele kötelező, illetve jelen lehessenek, akiknek a részvétele nem kötelező. A bírósági tárgyaláson a védő részvétele kötelező.
A bíróság elé állítás előtt elrendelt személyi szabadságot elvonó vagy korlátozó kényszerintézkedés a bíróság elé állítás napján tartott tárgyalás befejezéséig tart. Ha a bíróság elé állítás feltételei fennállnak, ebből a célból őrizetbe vétel is elrendelhető. Az őrizet maximális időtartama 72 óra.  Ha a bíróság az iratokat az ügyészhez visszaküldi, az ügyész indítványára az általános szabályok szerint határoz a személyi szabadságot elvonó vagy korlátozó kényszerintézkedésekről.

## Eltérések a rendes eljárástól
Formálisan ugyan ebben az egyszerűsített eljárásban is van nyomozás, de a bíróság elé állításra rendelkezésre álló törvényi határidő a klasszikus nyomozás lefolytatását nem teszi lehetővé. Ha az ügyész úgy látja, hogy a bíróság elé állítás feltételei fennállnak, közli a gyanúsítottal, hogy milyen bűncselekmény miatt, milyen bizonyítékok alapján állítja bíróság elé. Ez lényegében a vádirat, illetve vádindítvány kézbesítésének aktusát helyettesíti. Ha a gyanúsítottnak nincs védője, védőt rendel ki számára, és egyben gondoskodik arról, hogy a védő az ügyet megismerhesse és az őrizetben lévő gyanúsítottal a tárgyalás előtt beszélhessen.
A vádlottat és a tanút a tanács elnöke hallgatja ki. Nincs akadálya annak, hogy a bíróság által is felvehető hiányzó bizonyítékok miatt a bíró a tárgyalást elnapolja, ha azonban kutatni kell a bizonyítékokat, akkor az iratok ügyészhez történő visszaküldésének van helye.

## A magyar jogban 2018. július 1-je után
Az Országgyűlés elfogadta a büntetőeljárásról szóló 2017. évi XC. törvényt, amely 2018. július 1-jével lépett hatályba. A bíróság elé állítással kapcsolatos eljárás főbb szabályait az új törvény XCVIII. Fejezete (Eljárás bíróság elé állítás esetén) tartalmazza.